# Klarna
Klarna Holding AB er et svensk fintechselskab. De tilbyder betalingsløsninger til e-handelsbranchen. Virksomheden blev etableret i 2005 og har hovedkvarter i Stockholm. 
Koncernen har omkring 3.000 ansatte i 17 lande og en omsætning på ca. 7 mia. svenske kroner.
Klarna er ejer af prissammenlignings-sitet PriceRunner.